# チャント (小惑星)
チャント (3315 Chant) は、小惑星帯の小惑星である。アリゾナ州のローウェル天文台でエドワード・ボーエルが発見した。
カナダの天文学者、クラレンス・チャント（Clarence Augustus Chant, 1865年 - 1956年）に因んで名付けられた。